# Kencel
Jezerce Kencel površine ukupno oko 0,5 hektara nalazi se u Koprivničko-križevačkoj županiji na sjevernom dijelu općine Drnje s lijeve obale rijeke Drave udaljene od nje oko 400 m.

## Opis
Jezero se opskrbljuje vodom podzemno iz rijeke Drave. Jezerom i okolinom gospodari ŠRK "Šaran" Gotalovo i ovdje ima svoj ribički dom. Na jezeru se odvijaju klupska takmičenja. Dno jezera je šljunkovito i muljevito, većim dijelom pokriveno vodenom travom krocanj. Obala je pristupačna i uređena s više desetaka ribičkih mjesta, većim dijelom okružena s niskim i visokim raslinjem, trskom, rogozom, šašom i drugom vegetacijom.

### Ribolov
Jezero se redovito poribljava plemenitom ribom (šaran, amur, štuka i dr.) i bogato je sitnijim ribljim vrstama koje obitavaju na ovom području. Zabranjena je uporaba čamaca.

## Galerija
- Kencel jezero
- Kencel jezero
- Kencel jezero